# Tage Algreen-Ussing
Tage Algreen-Ussing, född den 11 oktober 1797 i Lille Lyngby, död den 25 juni 1872, var en dansk politiker och jurist.

## Biografi
Algreen-Ussing blev student 1816 och juris kandidat 1822. Han började redan 1817 sin författarbana med Napoleon den eneste och utgav 1819-1821 några mycket hänsynslösa kritiker riktade mot universitetslärare, bland annat Beviis for at Adam Öhlenschläger er gaaet fra Sans og Samling. 
På 1830-talet framträdde Algreen-Ussing, trots att han var ämbetsman, i främsta ledet av oppositionen mot enväldet och invaldes 1835 i Själland-Fyns provinsialständer. Här liksom i många skrifter framförde han sina förslag på reform och reste, först av alla, 1838 kravet på en gemensam representation för det samlade kungariket Danmark. År 1844 var han borgmästare i Köpenhamn. 
Under 1840-talet skildes Algreen-Ussing från oppositionen, då denna behärskades av den blomstrande nationalliberalismen. I motsats till nationalliberalerna var Algreen-Ussing helstatsman och accepterade aldrig Ejdergränsen. Han blev konservativ och närmade sig därmed kungamakten. Från 1848 till 1849 räknades han till de konservativa i nationalförsamlingen och från 1854 till 1864 i riksrådet. 

## Utmärkelser
- Dannebrogsmännens hederstecken,  1850[1]
- Kommendör av första graden av Dannebrogorden,  1865[1]

[Redigera Wikidata]